# Stadtarchiv Kehl
Das Stadtarchiv Kehl ist das kommunale Archiv der Stadt Kehl im Ortenaukreis in Baden-Württemberg. Das „Gedächtnis der Stadt“ verwahrt Bestände über die Geschichte der Stadt Kehl für stadtgeschichtliche, heimatkundliche oder genealogische Forschung. Es ist zuständig für die Sicherung und Erschließung von historisch wertvollem Schriftgut der Stadtverwaltung Kehl, darüber hinaus verwahrt es nichtamtliche Archivalien wie Fotos oder Dokumente und Nachlässe von Privatpersonen, Initiativen oder Vereinen, darunter den stadtgeschichtlichen Nachlass von Carl Helmut Steckner.
Untergebracht ist das Stadtarchiv zusammen mit dem Hanauer Museum in Kehl. Leiterin  des Stadtarchivs und des Hanauer Museums ist seit dem 1. August 2007 die Historikerin Ute Scherb als Nachfolgerin von Hartmut Stüwe.

## Veröffentlichungen
- (als Hrsg.): Evakuierung, Besetzung, Freigabe. Kehler Stadtgeschichte 1944–1953. Eine Dokumentation des Stadtarchivs Kehl zu der gleichnamigen Ausstellung im Hanauer Museum im April/Mai 2003 anlässlich des Jubiläums „50 Jahre Freigabe Kehl“. [Hrsg.: Stadt Kehl am Rhein, Kultur- und Verkehrsamt]. Hartmut Stüwe. Mit Beiträgen von Ulrike Koch und Karl Bender sowie Zeitzeugenberichten. Stadt Kehl am Rhein, Kehl am Rhein 2003.
- (als Hrsg.): Kehl im Dritten Reich. Kehler Stadtgeschichte 1933–1945. Eine Dokumentation des Stadtarchivs Kehl zu der gleichnamigen Ausstellung im Hanauer Museum 1995/199. [Hrsg.: Stadt Kehl am Rhein, Kultur- und Verkehrsamt]. Hartmut Stüwe. Mit Zeitzeugenberichten von Dieter Fessler u. a. Stadt Kehl am Rhein, Kehl am Rhein 1997.
- (als Hrsg.): Ewald M. Hall: Flurnamenbuch der Großen Kreisstadt Kehl mit den Ortschaften Auenheim, Bodersweier, Goldscheuer-Marlen-Kittersburg, Hohnhurst, Kork, Leutesheim, Neumühl, Odelshofen, Querbach, Zierolshofen. Bearbeitet und interpretiert von Ewald M. Hall unter Mitarbeit des Kultur- und Verkehrsamts der Stadt Kehl. Stadtarchiv der Stadt Kehl am Rhein, Kehl am Rhein 1990.